# Vouneuil-sous-Biard
Vouneuil-sous-Biard és un municipi francès situat al departament de la Viena i a la regió de la Nova Aquitània. L'any 2007 tenia 4.758 habitants.

## Demografia

### Població
El 2007 la població de fet de Vouneuil-sous-Biard era de 4.758 persones. Hi havia 1.819 famílies de les quals 341 eren unipersonals (138 homes vivint sols i 203 dones vivint soles), 685 parelles sense fills, 670 parelles amb fills i 123 famílies monoparentals amb fills.
La població ha evolucionat segons el següent gràfic:
Habitants censats

### Habitatges
El 2007 hi havia 1.941 habitatges, 1.863 eren l'habitatge principal de la família, 10 eren segones residències i 67 estaven desocupats. 1.884 eren cases i 55 eren apartaments. Dels 1.863 habitatges principals, 1.459 estaven ocupats pels seus propietaris, 378 estaven llogats i ocupats pels llogaters i 27 estaven cedits a títol gratuït; 9 tenien una cambra, 32 en tenien dues, 173 en tenien tres, 602 en tenien quatre i 1.048 en tenien cinc o més. 1.641 habitatges disposaven pel capbaix d'una plaça de pàrquing. A 641 habitatges hi havia un automòbil i a 1.157 n'hi havia dos o més.

### Piràmide de població
La piràmide de població per edats i sexe el 2009 era:
| Homes | Edats   | Dones |
| ----- | ------- | ----- |
| 0     | 95 o +  | 16    |
| 8     | 90 a 94 | 28    |
| 16    | 85 a 89 | 52    |
| 8     | 80 a 84 | 20    |
| 48    | 75 a 79 | 40    |
| 64    | 70 a 74 | 20    |
| 72    | 65 a 69 | 80    |
| 92    | 60 a 64 | 80    |
| 116   | 55 a 59 | 104   |
| 164   | 50 a 54 | 196   |
| 212   | 45 a 49 | 208   |
| 228   | 40 a 44 | 228   |
| 168   | 35 a 39 | 176   |
| 96    | 30 a 34 | 60    |
| 92    | 25 a 29 | 104   |
| 124   | 20 a 24 | 100   |
| 248   | 15 a 19 | 172   |
| 200   | 10 a 14 | 128   |
| 112   | 5 a 9   | 116   |
| 76    | 0 a 4   | 56    |

## Economia
El 2007 la població en edat de treballar era de 3.244 persones, 2.402 eren actives i 842 eren inactives. De les 2.402 persones actives 2.253 estaven ocupades (1.149 homes i 1.104 dones) i 148 estaven aturades (68 homes i 80 dones). De les 842 persones inactives 395 estaven jubilades, 293 estaven estudiant i 154 estaven classificades com a «altres inactius».

### Ingressos
El 2009 a Vouneuil-sous-Biard hi havia 1.982 unitats fiscals que integraven 5.019 persones, la mediana anual d'ingressos fiscals per persona era de 21.043 €.

### Activitats econòmiques
Dels 148 establiments que hi havia el 2007, 1 era d'una empresa extractiva, 3 d'empreses alimentàries, 1 d'una empresa de fabricació de material elèctric, 13 d'empreses de fabricació d'altres productes industrials, 27 d'empreses de construcció, 20 d'empreses de comerç i reparació d'automòbils, 9 d'empreses de transport, 6 d'empreses d'hostatgeria i restauració, 1 d'una empresa d'informació i comunicació, 11 d'empreses financeres, 6 d'empreses immobiliàries, 18 d'empreses de serveis, 20 d'entitats de l'administració pública i 12 d'empreses classificades com a «altres activitats de serveis».
Dels 39 establiments de servei als particulars que hi havia el 2009, 1 era una oficina de correu, 1 una oficina bancària, 1 taller de reparació d'automòbils i de material agrícola, 4 paletes, 5 guixaires pintors, 5 fusteries, 7 lampisteries, 1 electricista, 3 perruqueries, 5 restaurants, 3 agències immobiliàries, 2 tintoreries i 1 saló de bellesa.
Dels 5 establiments comercials que hi havia el 2009, 1 era un supermercat, 3 fleques i 1 una botiga de material esportiu.
L'any 2000 a Vouneuil-sous-Biard hi havia 18 explotacions agrícoles que ocupaven un total de 990 hectàrees.

## Equipaments sanitaris i escolars
Els 2 equipaments sanitaris que hi havia el 2009 eren farmàcies.
El 2009 hi havia 2 escoles maternals i 2 escoles elementals.

## Poblacions més properes
El següent diagrama mostra les poblacions més properes.